# ウッチャンウリウリ!ナンチャンナリナリ!!
『ウッチャンウリウリ!ナンチャンナリナリ!!』は、1995年5月12日から1996年3月15日まで日本テレビ系列で放送されていたバラエティ番組で、お笑いコンビ・ウッチャンナンチャンの冠番組である。放送時間は金曜20:00 - 20:54（テレビ大分を除く日本テレビ系列29局）。

## 概要
1995年3月まで深夜帯で放送されていた『ウンナン世界征服宣言』からゴールデンに引き継ぐ形でスタート。レギュラーメンバーには、ウンナンに加え、1年前に金曜8時で放送されていたドラマ『ザ・ワイドショー』の共演者も参加した（スタッフも同ドラマと同じだったという点もある）。
番組開始当初は複数のコントが制作されていたが、全て短命に終わる。その後も新コーナーを立ち上げては早期終了のパターンを繰り返し、ロケ企画を番組の中心内容にシフトしたものの、全盛期だった裏番組のテレビ朝日『ミュージックステーション』相手にまったく歯が立たず迷走、『ウッチャンナンチャンのウリナリ!!』に模様変えすることとなった。

### 事前番組
『なぜ世界征服宣言は、ウッチャンウリウリ!ナンチャンナリナリ!!になったのか 2・3の理由』は、日本テレビ系列で1995年4月21日 金曜20:00 - 20:54に放送された特別番組。『ウリウリ!!ナリナリ!!』は番組編成上4月の放送が1回しかできず、4月21日の次が5月12日。4月21日を初回にした場合、第2回の放送が2週休止の3週間後となるため、視聴習慣のない新番組にとって悪影響と判断し、番組初回を5月12日に決定。そのため、「世界征服宣言」の完結編と「ウリウリナリナリ」の新番組予告を合わせた番組として4月21日に放送した。出演はウッチャンナンチャン、キャイ〜ン、室井滋。
『ウンナン世界征服宣言 完結編』の内容としては内村から借金をしたまま、期日を過ぎても返してこない男性の行方を追跡。南原と松崎しげるが番組で即興で作った歌をプレゼントした相手を訪ねるというもの。

## 出演者
- ウッチャンナンチャン
  - 内村光良
  - 南原清隆
- K2 - 最初勝俣のみが「ウリナリ星人」のレギュラーで出演したが、途中から堀部も出演するようになった。
  - 勝俣州和
  - 堀部圭亮
- キャイ〜ン
  - ウド鈴木
  - 天野博之→天野ひろゆき
- よゐこ - 最初濱口のみが「ウリナリ星人」のレギュラーで出演したが、途中から有野も出演するようになった。
  - 濱口優
  - 有野晋哉
- 東野幸治 - 「デニーロさん」→「銀河放浪伝説」→「シャドーマン」
- 小坂一也 - 「ウリナリ星人」
- 石原良純 - 「南田一少年」「南原警部」
- 室井滋 - 「ウリナリ星人」→「スーパースター誕生！」
- 国生さゆり - 「ウリナリ星人」→「スーパースター誕生！」
- 高山理衣
- 千秋　- 「ウドラー捕獲大作戦」以降番組に住み着き、いつしかレギュラーになっていた。
- 後藤俊哉（日本テレビアナウンサー・当時）
- 河村亮（日本テレビアナウンサー）
- 羽鳥慎一（日本テレビアナウンサー・当時）
- 魚住りえ - 「世界なんでも相談室」（日本テレビアナウンサー・当時）
- 平川健太郎（「ウリナリランド」日本テレビアナウンサー）
- 本田理沙 - 「嵐の十番勝負」内村側メンバー
- 羽田惠理香 - 「ウリナリ外伝」
- 栗原絵美 - 「大迷惑」シリーズ・ヒロイン役
- パッパラー河合 - 「ポケットビスケッツ」の企画に出演

## コーナー・企画
ウリナリ星人ナリナリ（第1回〜第13回）
前期のコントコーナー。ウリナリ星からやってきた宇宙人たちがホームステイ先で織り成すドタバタコメディ。ウリナリ星人たちの表情の吹き出しなどをコンピュータグラフィックスで表現するという演出が用いられた。しかし、あまりに前衛的な演出に視聴者の反応は薄く、半年ほどで打ち切られている。ちなみに、番宣用のテレホンカードにはこのコントが採用されており、当初はこのコーナーを推していたようである。当初は1回の放送につき3話放送していたが、後に1話放送に変更。
魚住りえの世界なんでも相談室（第1回〜第5回）
毎回内村・南原が交代でルーレットで選んだ国を訪問、その国での疑問にお答えするというもの。司会を当時新人アナの魚住りえが担当した。どちらが現地へロケに行かされるのかはじゃんけんできめる。
役者バカそれゆけ!デニーロさん!!（第1回〜第5回）
日本映画賞を総なめにしたという、役作りに対するこだわりはロバート・デニーロ並という役者・露鳩出似郎＝ろばとでにろう(内村)が女装やスタントなどあらゆる役に挑むが、毎回水場に落下するなど、様々なオチがつくというもの。東野が彼の付き人役で出演。わずか5回で終了。当時は珍しい内村と東野の絡みは話題となった。
モザイク白書
ウドがインタビューアーに扮し、100人相手に街頭インタビューを行った。なお、インタビューを受けた人はタイトルの通り、全員顔にモザイクがかけられていた。
URI-NARI LAND
番組レギュラー陣が2チームに分かれ過激なゲームで競い合う。「ラバ管ハイジャンプ大会」は好企画で何度も行われた。実行委員会の代行が進行役だった。最終回は「ラバ管〜」のチャンピオン大会だった。
冒険野郎モーリスＪナンバラ-世界はみんな友達さ！
なんでも相談室の派生版。南原を中心としたメンバーが世界の少数民族を訪問する企画。その中でもパプアニューギニアの長老は日本に招待した。ちなみに、当時レギュラーとして活躍していた室井滋も南原とともにパプアニューギニアに同行しており、その大胆なキャラクターによりバラエティの仕事が増えたという。
内村光良30にして立つ！〜ジャッキーとの共演を目指して〜（第7回〜）
内村がジャッキー・チェンとの共演を目指し本格的なアクションに挑戦（というより、フジテレビのやるならやらねばの「ウッチー・チェン」シリーズとほとんど内容は変わらない）。ジャッキーの映画にあった難度の高いスタントを取り入れたミニドラマ「大迷惑」を制作しジャッキー・チェン本人に評価してもらう。しかしジャッキーは毎回内村本人よりも、ヒロイン役の女優の意外なアクションや南原のギャグの方に目が行ってしまっていた。最終回は総集編を交えつつ四番目の課題の練習中にという設定に留まり、結局目的は果たされることはなかった。
銀河放浪伝説
1995年7月から『デニーロさん』の後続として始まった『銀河英雄伝説』のパロディ。銀河帝国皇帝ラインテルト（内村）が「嫁探し」などを目的として部下のヒガシノイス（東野）と共に街に繰り出した。基本的に女性のお悩み相談のような主旨であったが、方向性が全く定まっておらず、東野は「失敗コーナー」と公言。わずか3回で終了。ナレーションは本家と同じ屋良有作が担当。ちなみにこのロケがきっかけで内村が銀河英雄伝説にはまる事となる。
シャドーマン
『銀河放浪伝説』の後続コーナーとしてスタート。シャドーマン1号（内村）とシャドーマン2号（東野）が毎回色々な場所に出没し、影絵を披露した。観客は基本的に子供達で、影絵の出来の悪さに野次を飛ばすというのがお約束であったが、回を追うごとに「やめろ！」「下手くそ！」「見に来るんじゃなかった」「来て損したよ」「金返せ！（入場料は取っていない）」とエスカレートしていく。その結果、常に内村のフォローに徹していた東野も子供達に激怒し、我慢の限界にきていた内村の「もうやめるわ。」の一言で結局打ち切られた。なお、シャドーマンの登場テーマ「シャドーマン」は『GATCHAMAN』のオープニングテーマである「ガッチャマン'94」の替え歌であった。また、優秀ネタに100万円の賞金が用意された影絵挑戦の募集告知があったが、実施されることはなかった。
投稿！ウリナリ王国
コーナー名はウンナンも出演していた「投稿!特ホウ王国」のパロディ
ウリナリ外伝・平成くノ一忍法帖
『水戸黄門外伝 かげろう忍法帖』のパロディだが、内容は全くの別物。頭領のお南(南原)以下、お光(内村)、おウド(ウド)、恵梨香(羽田)、千秋らくノ一軍団の依頼人の様々な依頼に応えるという内容。
南田一少年の事件簿
同時期に放送していた『金田一少年の事件簿』（堂本剛主演）のパロディ。南田一（南原）が事件解決編で美雪（内村）、カメラマンを犯人と指名していた。
ガッツだぜぇ!南原警部→南原警部のガッツだぜぇ!
ドラマ「大迷惑」シリーズの迷キャラクター・南原警部のスピンオフコント。相棒として散髪刑事が登場。
スーパースター誕生！-k.nanamiアジアへの野望-
「ウリナリ星人ナリナリ」の後続枠。小室哲哉、小林武史に匹敵するという敏腕音楽プロデューサー・南々見一也(南原)が、高山理衣をフィリピンで歌手デビューさせるというサクセスストーリー。だが途中からなぜかマネージャー役の室井、国生を加えた音楽ユニット・McKee(マッキー)のデビューに発展。さらにユニットの対象に選ばれなかった千秋が居酒屋の主人・テル(内村)、ウドと組んで「ポケットビスケッツ」を結成し、おまけのつもりで出したデビューシングル「Rapturous Blue」でMcKeeと対決するところで「ウリウリ!ナリナリ!!」は終了。勝負の行方は続く「ウリナリ!!」に持ち越されたが、結果として当コーナー自体はうやむやのまま自然消滅した。
おやじとりえ
おやじ（内村）と高山理衣のコント。
江戸っ子太郎
まんま江戸時代の風体・言動の江戸っ子太郎（内村）が騒動を巻き起こすコントシリーズ。
電車すごろく
内村と南原のチームに分かれて、サイコロの出た目数の駅を進みゴールを目指す。ただし途中で降りた駅に貼ってあるボードに書いてある指示に従わなければならない。
緊急企画「天然珍獣ウドラー捕獲大作戦」
1995年8月放送、千秋の「ウリナリ」デビュー作。幻の天然珍獣ウドラー(ウド)の捕獲に挑むという筋書きだったのだがロケ終了後、天候の悪化やヘリが来ないという緊急事態に見舞われ、全員歩いて下山するというハプニングが起こった。
スカウト対決シリーズ
内村VS南原の形式だが、互いのチームの人数が少ないため、名の知れたスポーツ選手や芸能人をスカウトに回り、その陣営で対決を行うというもの。野球、ゴルフ、カラオケと続いた。野球対決ではビートたけしが青空球児の名前でどちらに加わるか迷った末に内村チームに緊急参戦した。内村は後に、この時の礼を兼ねて『ビートたけしのお笑いウルトラクイズ』に1コーナーゲスト参戦した。
URINARI嵐の十番勝負冬の陣
ウリナリランドの派生企画。初回と最終回は沖縄を舞台にした大決戦で、最終回は「SUPER SPECIAL'96」枠で放送された。南原が勝利すると、世田谷に100坪の土地を、内村が勝利すれば美女100人とハーレム。結果は南原の勝利となったものの、内村が用意したのは世田ヶ谷（北海道江別市）であった。ちなみに沖縄でのモーターグライダー対決の練習中に勝俣の運転していたモーターグライダーが風の影響で右に進み監視台に激突。幸い青あざで済んだが、その後の本番で勝俣は大幅に右に曲がり、今度は木に激突。大惨事の一歩手前になった。
100万円キッチリ買いましょう!!
1996年3月放送、ビビアン・スーの実質「ウリナリ」デビュー作。南原チームと内村チームがそれぞれ一人暮らしをするアイドルのために100万円の予算内で買い物をする。ただし値段は全て隠されており、チームはそれぞれ値段を推察しながら買い物をしなければならない。買い物総額が予算プラスorマイナス5万の場合は商品がチームの物となる。

## エンディングテーマ
1. 「5丁目カーニバル」室井滋
2. 「忘れないでね」田嶋里香
3. 「Fall in love」藤重政孝

## スタッフ
- ナレーション：奥田民義、バッキー木場
- 構成：廣岡豊、清水東、海老克哉、おちまさと、内村宏幸、そーたに、都築浩、中野俊成、藤沢めぐみ、鮫肌文殊
- 美術：羽谷重信
- デザイン：渡辺俊孝、久保玲子
- TP：田中元一
- SW：武藤慶一、田中祥嗣
- カメラ：南良郎、青木芳行
- VE：高橋一徳
- 音声：田中勝己、近藤良弘
- 照明：水戸実、山本智浩、細川登喜二
- VTR：遠藤忠、梅津孝一、谷田部昭
- ロケ技術：青木芳行（スウィッシュ・ジャパン）
- CG：福島誠、河原真明
- CG協力：アクセス/モノリス、デジタル・メディアラボ
- 編集：横山良一（パークタワーウエスト）
- MA：白井俊彦（パークタワーウエスト）
- ハリー編集：田所貴司（マックレイ）
- TK：山沢啓子
- 音効：白根沢修
- 協力：オリオン・プレス
- 広報：木村晶子
- 制作進行：中村昌哉
- 演出補：中村元信（途中参加、当時読売テレビ所属）、飯島冬貴、春名康好、奥山正次、西坂清、卯目速人(以上ザ・ワークス及びその関連）、植木一実（モスキート）
- ディレクター：加藤幸二郎、中村英明、篠宮浩司
- 制作協力：齋藤匠（ザ・ワークス）、田村正裕（マセキ芸能社）
- アシスタントプロデューサー：中井信介
- 演出：工藤浩之、星野淳一郎
- 演出・プロデューサー：土屋敏男
- チーフプロデューサー：棚次隆
- 製作著作：日本テレビ

## 特別番組
- 1995年10月13日 金曜19:00 - 20:54 - 「初志貫徹スペシャル!」
- 1996年01月13日 土曜19:00 - 20:54 - 「ウリナリ嵐の十番勝負冬の陣 沖縄大決戦」